# Neobulgaria
Neobulgaria is een geslacht van schimmels behorend tot de familie Gelatinodiscaceae. Het geslacht werd voor het eerst in 1921 beschreven door Franz Petrak.

## Soorten
Volgens Index Fungorum telt dit geslacht 11 soorten (peildatum november 2020):
| Soortnaam                         | Auteur(s)                              | Publicatiejaar |
| --------------------------------- | -------------------------------------- | -------------- |
| Neobulgaria alba                  | P.R. Johnst., D.C. Park & M.A. Manning | 2010           |
| Neobulgaria caliciformis          | Killerm.                               | 1929           |
| Neobulgaria henanensis            | F. Ren & W.Y. Zhuang                   | 2016           |
| Neobulgaria koningiana            | Unter. & Réblová                       | 2019           |
| Neobulgaria margaritoidea         | Killerm.                               | 1929           |
| Neobulgaria orientalis            | Raitv. & Bogacheva                     | 2007           |
| Neobulgaria parvata               | V.P. Tewari & Ram N. Singh             | 1975           |
| Neobulgaria premnophila           | Roll-Hansen & H. Roll-Hansen           | 1979           |
| Neobulgaria pura (Roze knoopzwam) | (Pers.) Petr.                          | 1921           |
| Neobulgaria rupicola              | V.P. Tewari & Ram N. Singh             | 1975           |
| Neobulgaria undata                | (W.G. Sm.) Spooner & Y.J. Yao          | 1995           |